# 玉峰村芒果神木
玉峰村芒果神木，是位於臺灣南投縣水里鄉玉峰村的芒果樹，被當地視為神樹。

## 樹狀
玉峰村芒果神木位在玉峰村聚落正中心，玉峰村南天宮後方。過去周遭無居住房舍，也未鋪上水泥、柏油，樹狀健康，其果實是老一輩居民小時候主要零食。居民說曾有建商要砍此樹，先向南天宮上帝爺公請示，結果就是得不到聖筊，最後只好作罷。
一般芒果樹一年結一次果，集中在7至9月間。1991年報導，被列為縣內老樹的玉峰村芒果神木每年開花結果至少三、四次，村民可同時見到東邊枝幹才剛開花，西邊枝幹已串串芒果。至2001年時，四周已緊臨民宅，樹高超過16公尺，樹徑為1.3公尺，樹圍達4.3公尺，估計樹齡已三百年，但開花結果已剩農曆年與六月二次。其枝幹容易侵入附近住家窗戶、陽台，居民只好鋸斷以求安全，影響樹身健康。
2005年，縣府在清查追蹤後列出玉峰村芒果神木、南崗樟樹公、草屯七股神木、南投荔枝王都有垂危之虞，需視受損狀況展開搶救行動。12月7日，藉由台大實驗林水里營區協助，請來樹木專家蕭文偉診療芒果神木，發現樹幹被褐根菌、有害木質孔菌和靈芝菌侵蝕，因此從內部逐漸腐蝕，地表水泥下築巢的白蟻，也慢慢啃噬老樹的生機，但樹幹被侵蝕部份距離樹心還有20公分，尚不致於危及老樹生命。蕭文偉清除褐根菌、樹層孔菌、白蟻，最後以發泡劑及皮革封層，至2006年初時已恢復生機，只是果實較小。當時在樹洞包覆塑膠袋防止腐爛，但隨著樹木成長，部分塑膠袋陷進樹身，樹洞也出現腐朽情況，於2015年由縣府派員去除腐朽木質並施藥殺菌。2023年因罹患靈芝腐朽病，植株3分之2已腐朽無活性，縣府評估後採取樹冠修枝以望延續生命。